# Rudolf Marti
Rudolf "Ruedi" Marti, född 7 april 1950, är en schweizisk före detta bobåkare. Marti blev olympisk silvermedaljör i fyrmansbob vid vinterspelen 1980 i Lake Placid.